# Albert Reynolds
Albert Reynolds (Rooskey, 3 novembre 1932 – Dublino, 21 agosto 2014) è stato un politico irlandese, Capo del Governo dall'11 febbraio 1992 al 15 dicembre 1994. Faceva parte del Fianna Fáil.